# Редькин, Валентин Яковлевич
Валенти́н Я́ковлевич Редькин (24 сентября 1937, село Олонки — июнь 2006) — советский политик, народный депутат РФ (1990—1993); родился в 1937 г. в многодетной крестьянской семье (13-й ребёнок). Русский. окончил Иркутский институт народного хозяйства; работал начальником управления треста «Строймеханизация» (г. Черемхово Иркутской области); избирался депутатом городского Совета; был членом Комитета Верховного Совета РФ по строительству, архитектуре и жилищно-коммунальному хозяйству, членом фракции «Отчизна», депутатской группы «Сотрудничество», депутатской группы «Север».
- На 1990 г. — начальник управления треста «Строймеханизация», г. Черемхово.
- В 1990 г. был избран народным депутатом РСФСР по Черемховскому избирательному округу.
- В 1993 г. принимал участие в обороне Белого дома во время разгона Верховного совета РФ силами милиции и войск, подконтрольных Ельцину и Лужкову.